# Kachak

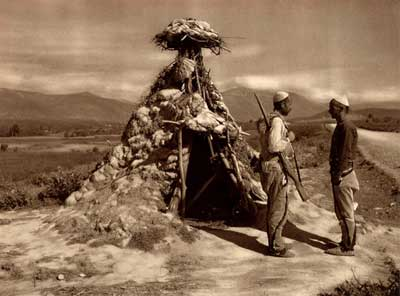
Ribelli del Kosovo albanese (Kachaks) all'inizio degli anni '20 nell'atto di controllare la strada nel Kosovo

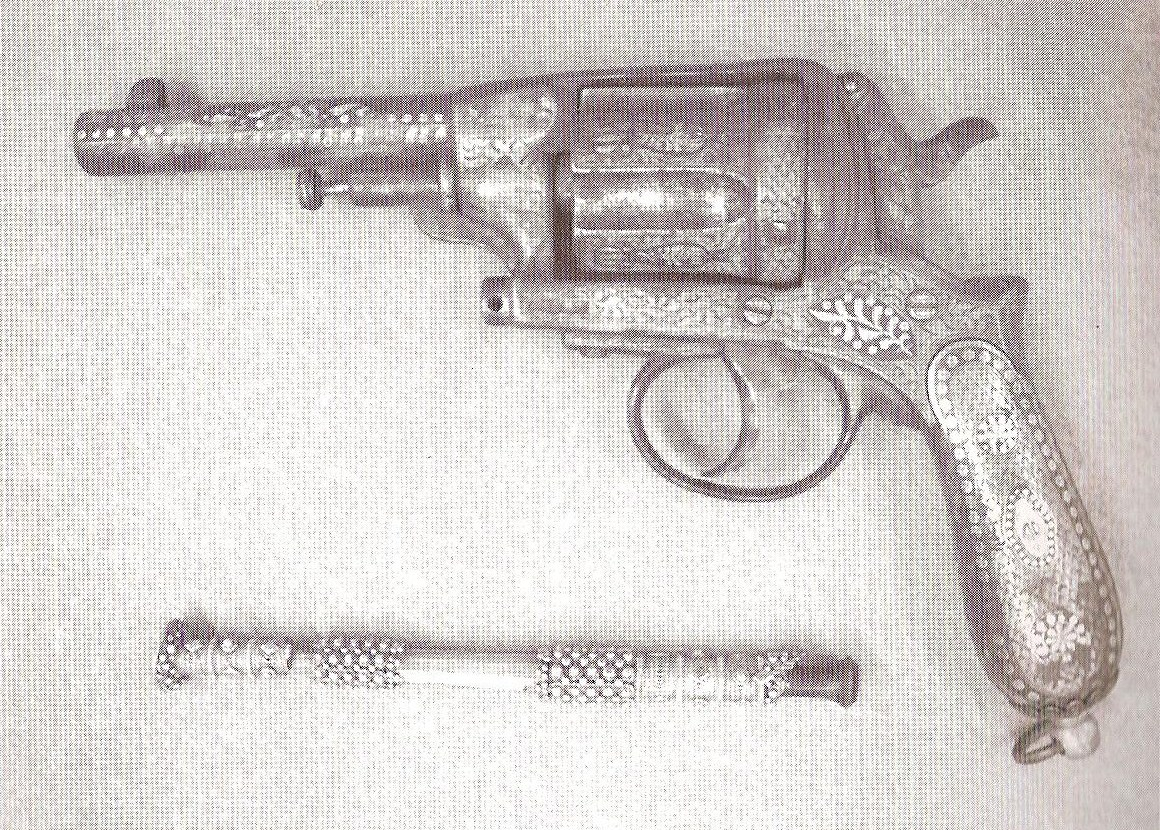
Il revolver di Isa Boletini

Kachak (kaçak) è un termine di origine turca per ribelle o bandito. In Albania il termine è usato per definire le unità protagoniste della guerriglia condotta dai rivoluzionari che combatterono nel periodo del risorgimento albanese, all'inizio del XX secolo, in Kosovo.

## Antefatti
La Commissione per la Difesa Nazionale del Kosovo (in albanese: Komiteti i Mbrojtes Kombëtare të Kosovës) venne creata a Scutari, sotto il patrocinio di Hasan Prishtina. Gli albanesi del Kosovo sotto Azem Galica iniziarono un conflitto armato noto col nome di "movimento kachak". La Commissione chiese ai kaçak di non infierire contro i serbi distruggendone le proprietà, sebbene alcuni serbi nel frattempo avessero  compiuto infrazioni in questo senso nei confronti di molti albanesi.
I kaçak furono popolari tra gli albanesi, ed il supporto locale nei loro confronti aumentò sul finire degli anni '20, quando Hasan Prishtina divenne membro del parlamento dell'Albania, Hoxhe Kadriu divenne Ministro della Giustizia, e Bajram Curri divenne Ministro della Guerra. Tutti questi parlamentari erano kosovari albanesi.